# Corpo ciliar
O corpo ciliar é um tecido no interior do olho composto pelo músculo ciliar e processos ciliares.